# Long Way Up
Long Way Up ist der Titel einer Fernsehserie über eine Motorradreise, die Ewan McGregor und Charley Boorman im Spätjahr 2019 zwischen Ushuaia in Argentinien und Los Angeles unternommen haben. Nach Long Way Round im Jahr 2004 und Long Way Down 2007 war es das dritte Motorradabenteuer der beiden befreundeten Schauspieler. Als Beitrag zu mehr Nachhaltigkeit von Reisen und Abenteuern wurden diesmal elektrisch angetriebene Motorräder benutzt. 2025 kam unter dem Titel Long Way Home eine vierte Reise, diesmal in Europa und auf fünfzig Jahre alten Motorrädern, hinzu.

## Reise
Die Reise führte die beiden Abenteurer in hundert Tagen über rund 21.000 km (13.000 Meilen) durch 13 Staaten, mit insgesamt 16 Grenzübergängen. Sie startete am 5. September 2019 in Ushuaia an der Südspitze Argentiniens und führte nach Chile, Bolivien, Peru, Ecuador, Kolumbien, Panama, Costa Rica, Nicaragua, Honduras, Guatemala, Mexiko und schließlich in die USA.
Die letzte Etappe ging vom Bundesstaat Oaxaca im Süden Mexikos bis nach Los Angeles. Dort endete am 14. Dezember 2019 die Reise.
Detaillierte Routenangaben sind im englischsprachigen Wikipedia-Artikel zu finden.

## Ausrüstung
Die Elektromotorrad-Prototypen waren nach den Spezifikationen von McGregor und Boorman stark modifizierte Maschinen des Typs Harley-Davidson LiveWire. Konsequenterweise wurden Ausrüstung und Filmcrew in ebenfalls batterieelektrisch angetriebenen Rivian R1T transportiert.
Wiederaufgeladen wurden die Batterien an privaten Steckdosen und öffentlichen Ladepunkten, manchmal auch an einer der 150 vom Hersteller Rivian extra installierten Schnellladesäulen. In einer der Folgen ließ sich ein mit leerer Batterie liegengebliebener Rivian-Pick-up von einer Dieselzugmaschine abschleppen.

## Trivia
Als Kameramann begleitete erneut Claudio von Planta die beiden Schauspieler, wie schon bei Long Way Round und  Long Way Down. Er fuhr allerdings eine Harley-Davidson Sportster XL 1200 mit Verbrennungsmotor.
In der 10. Episode, in Costa Rica, stellt McGregor seine Adoptivtochter Jamyan McGregor vor, die er 2004 als Waisenkind im mongolischen Ulaanbaatar während der Reise Long Way Round kennengelernt hatte. McGregors Lebenspartnerin Mary Elizabeth Winstead erscheint auch in einer Episode.